# Битка за Осаку
Битка за Осаку (1614-1615) била је победа шогуна Токугава Ијејасуа над побуњеним великашима и ронинима који су подржавали Тојотоми Хидејорија, сина бившег регента Хидејошија, који је владао Јапаном у периоду Момојама (1582—1598).

## Позадина
После битке код Секигахаре (1600), хегемонија породице Тојотоми у Јапану била је срушена у корист Токугава Ијејасуа, који је званично проглашен шогуном 1603. и покренуо је низ планова за консолидацију положаја своје породице. Они су укључивали масивну прерасподелу домена тако да су они који су се речју или делом супротставили Ијејасуу код Секигахаре били кажњени одузимањем поседа или премештени у далеке крајеве Јапана.
Непотребно је рећи да је ово изазвало велико негодовање међу побеђенима, а највећи губитник од свих био је Хидејори, наследник Тојотоми Хидејошија, који је лишен наследства Ијејасуовом победом. Још од времена Секигахаре, Тојотоми Хидејори је био готово затвореник у замку Осака, али је процес одузимања земље и кажњавања противника Токугаве између 1603. и 1614. створио многе хиљаде ронина (самураја без господара) који су у Тојотоми Хидејорију нашли упориште и подршку за своју огорченост против Ијејасуа. Они и њихови разбаштињени господари потражили су уточиште и службу у замку Осака, приморавајући Токугаву да крене против њих.

## Битка

### Зимска кампања
Такозвана зимска кампања, у зиму 1614, укључивала је нападе на огромну тврђаву, као и Токугавину употребу новог оружја у облику тешких европских топова, са много већим дометом од лаких кинеских топова пуњених отпозади, које су поседовали браниоци. Неколико добро нациљаних погодака у тврђаву одвело је породицу Тојотоми за преговарачки сто, где су Ијејасуове лукаве и очигледне лажи убедиле гарнизон да затрпа спољашњи јарак и сруши спољашње зидове.

### Летња кампања
Као што су се неки с правом плашили, Токугава Ијејасу се вратио у лето 1615: пошто је замак без спољашњих утврђења постао неодбрањив, војска бранилаца под Хидејоријевим вештим генералом Санада Јукимуром одабрале су да напредују и боре се са Ијејасуом и његовим сином на равници Теноџи, недалеко од Осаке. Ово је имала да буде коначна победа Токугаве, али много сати је исход био под сумњом. На крају су браниоци подлегли, а замак је спаљен.

## Последице
Тојотоми Хидејори је извршио самоубиство, не остављајући вођу за било какву будућу опозицију Токугава хегемонији која је трајала још два и по века. Завршивши дело уједињења Јапана, Токугава Ијејасу је умро мирно у кревету следеће 1616. године.